# Lijst van gemeentelijke monumenten in Wijchen (gemeente)
De gemeente Wijchen kent 202 gemeentelijke monumenten. Hieronder een overzicht.

## Alverna
De plaats Alverna kent 9 gemeentelijke monumenten:
| Object                                                                      | Bouwjaar                | Architect             | Locatie                                  | Coördinaten                   | Nr.     | Afbeelding                                               |
| --------------------------------------------------------------------------- | ----------------------- | --------------------- | ---------------------------------------- | ----------------------------- | ------- | -------------------------------------------------------- |
| Gedenksteen watersnood 1926                                                 | 1927                    |                       | Graafseweg ongenummerd schuin t.o. molen |                               | 0296/24 | Gedenksteen watersnood 1926                              |
| Restanten Franciscanenklooster: vieringspits, brouwerij, kerkhof en beelden | 1888                    | P.T. Stornebrink      | Graafseweg                               |                               | 0296/25 | Meer afbeeldingen                                        |
| Boerderij met aangebouwde schuur "De Moetselaarshof"                        | 1934                    | Van Rosmalen, Wijchen | Graafseweg 304                           | 51° 47' 28" NB, 5° 45' 3" OL  | 0296/51 | Boerderij met aangebouwde schuur "De Moetselaarshof"     |
| Boerderij met aangebouwde schuur "De Moetselaarshof"                        | 1934                    | Van Rosmalen, Wijchen | Graafseweg 304 A                         | 51° 47' 28" NB, 5° 45' 3" OL  | 0296/52 | Boerderij met aangebouwde schuur "De Moetselaarshof"     |
| Boerderij en karnhuis, leilinden en moestuin "De Bylard"                    | 18e/19e eeuw            |                       | Graafseweg 84                            | 51° 46' 59" NB, 5° 44' 33" OL | 0296/53 | Boerderij en karnhuis, leilinden en moestuin "De Bylard" |
| Kloostermuur van vm. Klooster                                               | 1888                    | P.T. Stornebrink      | Leemweg                                  |                               | 0296/26 | Kloostermuur van vm. Klooster                            |
| Boerderij                                                                   | omstr. 1858             |                       | Panhuisweg 59                            | 51° 48' 16" NB, 5° 46' 18" OL | 0296/28 | Boerderij                                                |
| Halleboerderij                                                              | eind 18e/begin 19e eeuw |                       | Teersdijk 49                             | 51° 49' 8" NB, 5° 46' 8" OL   | 0296/59 | Halleboerderij                                           |
| Kloostermuur van vm. Klooster                                               | 1888                    | P.T. Stornebrink      | Valendrieseweg                           |                               | 0296/27 | Kloostermuur van vm. Klooster                            |

## Balgoij
De plaats Balgoij kent 20 gemeentelijke monumenten:
| Object | Bouwjaar          | Architect                                                              | Locatie                                | Coördinaten                   | Nr.      | Afbeelding |
| --- | ----------------- | ---------------------------------------------------------------------- | -------------------------------------- | ----------------------------- | -------- | --- |
| RK kerk Johannes de Doper                                                                                               | 1913-1914         | Jan van der Valk, Tilburg (1873-1961)                                  | Boomsestraat 2                         | 51° 46' 55" NB, 5° 42' 49" OL | 0296/137 | Meer afbeeldingen |
| Villa | 1913              |                                                                        | Boomsestraat 8                         | 51° 46' 48" NB, 5° 42' 55" OL | 0296/138 | Villa |
| T-boerderij | omstr. 1870       |                                                                        | Boomsestraat 15                        | 51° 46' 42" NB, 5° 43' 11" OL | 0296/139 | T-boerderij |
| Voormalige pastorie "De Parel"                                                                                          | 1913-1914         | Jan van der Valk, Tilburg (1873-1961)                                  | Boomsestraat 2 A                       | 51° 46' 54" NB, 5° 42' 50" OL | 0296/154 | Voormalige pastorie "De Parel"                                                                                          |
| School R.K. Roncalli School                                                                                             | 1965              | Th.H.A. Boosten (Maastricht, 1921-1990) & ir.J. Witteveen (Maastricht) | Boomsestraat 4                         | 51° 46' 51" NB, 5° 42' 51" OL | 0296/155 | School R.K. Roncalli School                                                                                             |
| Landarbeiderswoning | laat 19e eeuw     |                                                                        | Eindsestraat 24                        | 51° 46' 38" NB, 5° 43' 30" OL | 0296/140 | Landarbeiderswoning |
| Landarbeiderswoning | laat 19e eeuw     |                                                                        | Eindsestraat 24 A                      | 51° 46' 38" NB, 5° 43' 30" OL | 0296/141 | Landarbeiderswoning |
| Halleboerderij | 1897              |                                                                        | Eindsestraat 26                        | 51° 46' 39" NB, 5° 43' 25" OL | 0296/142 | Halleboerderij |
| Het (oude) Verenigingsgebouw. Oorspr. "schoolhuis" uit omstr. 1865.                                                     | omstr. 1865       |                                                                        | Hoeveweg 2                             | 51° 46' 57" NB, 5° 42' 51" OL | 0296/153 | Het (oude) Verenigingsgebouw. Oorspr. "schoolhuis" uit omstr. 1865.                                                     |
| Krukhuisboerderij met bakhuis                                                                                           | 19e eeuw          |                                                                        | Houtsestraat 2                         | 51° 47' 5" NB, 5° 43' 9" OL   | 0296/143 | Krukhuisboerderij met bakhuis                                                                                           |
| T-boerderij | 19e eeuw          |                                                                        | Houtsestraat 7                         | 51° 47' 12" NB, 5° 43' 5" OL  | 0296/144 | T-boerderij |
| T-boerderij | 1834-1854         |                                                                        | Torenstraat 14                         | 51° 47' 3" NB, 5° 43' 10" OL  | 0296/148 | T-boerderij |
| T-boerderij "Florenstein"                                                                                               | 19e eeuw          |                                                                        | Torenstraat 2                          | 51° 46' 57" NB, 5° 42' 54" OL | 0296/145 | T-boerderij "Florenstein"                                                                                               |
| langgevelboerderij | 19e eeuw          |                                                                        | Torenstraat 8                          | 51° 47' 1" NB, 5° 43' 2" OL   | 0296/146 | langgevelboerderij |
| langgevelboerderij | 19e eeuw          |                                                                        | Torenstraat 8 A                        | 51° 47' 0" NB, 5° 43' 2" OL   | 0296/147 | langgevelboerderij |
| Voormalige pastorie, nu woonhuis                                                                                        | omstr. 1835       |                                                                        | Torenstraat 20                         | 51° 47' 6" NB, 5° 43' 13" OL  | 0296/149 | Voormalige pastorie, nu woonhuis                                                                                        |
| T-boerderij | 3e kwart 19e eeuw |                                                                        | Torenstraat 24                         | 51° 47' 8" NB, 5° 43' 16" OL  | 0296/150 | T-boerderij |
| Het (oude) Verenigingsgebouw. Oorspr. "schoolhuis" uit omstr. 1865.                                                     | omstr. 1865       |                                                                        | Torenstraat 1                          | 51° 46' 57" NB, 5° 42' 51" OL | 0296/151 | Het (oude) Verenigingsgebouw. Oorspr. "schoolhuis" uit omstr. 1865.                                                     |
| Het (oude) Verenigingsgebouw. Oorspr. "schoolhuis" uit omstr. 1865.                                                     | omstr. 1865       |                                                                        | Torenstraat 3                          | 51° 46' 58" NB, 5° 42' 51" OL | 0296/152 | Het (oude) Verenigingsgebouw. Oorspr. "schoolhuis" uit omstr. 1865.                                                     |
| Grafmonument oud burgemeester Balgoij Johannes de Bruijn + voorm. Kerkterrein van de gesloopte waterstaatskerk uit 1835 | 19e eeuw          |                                                                        | Torenstraat, bij nummer 22 ongenummerd |                               | 0296/136 | Grafmonument oud burgemeester Balgoij Johannes de Bruijn + voorm. Kerkterrein van de gesloopte waterstaatskerk uit 1835 |

## Batenburg
De plaats Batenburg kent 32 gemeentelijke monumenten: 
| Object                                                       | Bouwjaar                           | Architect | Locatie                                   | Coördinaten                   | Nr.      | Afbeelding                                                   |
| ------------------------------------------------------------ | ---------------------------------- | --------- | ----------------------------------------- | ----------------------------- | -------- | ------------------------------------------------------------ |
| U-vormig boerderijcomplex                                    | anno 1936                          |           | Grootestraat 2                            | 51° 49' 22" NB, 5° 37' 40" OL | 0296/117 | U-vormig boerderijcomplex                                    |
| U-vormig boerderijcomplex                                    | anno 1936                          |           | Grootestraat 2 A                          | 51° 49' 22" NB, 5° 37' 40" OL | 0296/118 | U-vormig boerderijcomplex                                    |
| Woonhuis                                                     | 1912-1914                          |           | Grootestraat 5                            | 51° 49' 22" NB, 5° 37' 42" OL | 0296/120 | Woonhuis                                                     |
| (voorm. Pastorie) nu woonhuis. En de kastanjeboom            | 1902                               |           | Grootestraat 11                           | 51° 49' 23" NB, 5° 37' 44" OL | 0296/121 | (voorm. Pastorie) nu woonhuis. En de kastanjeboom            |
| (voorm. Pastorie) nu woonhuis. En de kastanjeboom            | 1902                               |           | Grootestraat 11 A                         | 51° 49' 23" NB, 5° 37' 44" OL | 0296/122 | (voorm. Pastorie) nu woonhuis. En de kastanjeboom            |
| Stadswoning                                                  | 19e eeuw                           |           | Grootestraat 14                           | 51° 49' 21" NB, 5° 37' 43" OL | 0296/123 | Stadswoning                                                  |
| Woonhuis                                                     | 18e/19e eeuw                       |           | Grootestraat 18                           | 51° 49' 21" NB, 5° 37' 44" OL | 0296/124 | Woonhuis                                                     |
| Woonhuis                                                     | 18e/19e eeuw                       |           | Grootestraat 22                           | 51° 49' 20" NB, 5° 37' 45" OL | 0296/125 | Woonhuis                                                     |
| Woonhuis                                                     | 18e/19e eeuw                       |           | Grootestraat 26                           | 51° 49' 20" NB, 5° 37' 46" OL | 0296/126 | Woonhuis                                                     |
| Woonhuis                                                     | omstr. 1900 (oudere kern wellicht) |           | Grootestraat 31                           | 51° 49' 20" NB, 5° 37' 50" OL | 0296/127 | Woonhuis                                                     |
| Woonhuis                                                     | 1908 (mogelijk oudere kern)        |           | Grootestraat 36                           | 51° 49' 20" NB, 5° 37' 48" OL | 0296/128 | Woonhuis                                                     |
| Woonhuis (voorm. Postkantoor)                                | 19e eeuw                           |           | Grootestraat 38                           | 51° 49' 19" NB, 5° 37' 49" OL | 0296/129 | Woonhuis (voorm. Postkantoor)                                |
| Dwarshuis                                                    | 19e eeuw (mogelijk oudere kern)    |           | Grootestraat 38 A                         | 51° 49' 19" NB, 5° 37' 49" OL | 0296/130 | Dwarshuis                                                    |
| Dwarshuis                                                    | 19e eeuw (mogelijk oudere kern)    |           | Grootestraat 40                           | 51° 49' 19" NB, 5° 37' 50" OL | 0296/131 | Dwarshuis                                                    |
| Hallehuis met middenlangsdeel                                | 1928                               |           | Hoefweg 5                                 | 51° 49' 35" NB, 5° 38' 10" OL | 0296/156 | Hallehuis met middenlangsdeel                                |
| T-boerderij "Vreugdenhof"                                    | omstr. 1860                        |           | Hoefweg 7                                 | 51° 49' 34" NB, 5° 38' 13" OL | 0296/157 | T-boerderij "Vreugdenhof"                                    |
| Grote vrijstaande veeschuur                                  | 1938                               |           | Hoefweg 7                                 | 51° 49' 34" NB, 5° 38' 15" OL | 0296/158 | Grote vrijstaande veeschuur                                  |
| Boerderij inclusief schuren "Bloemhof"                       | eind 19e eeuw en 1932              |           | Kasteelse Allee 1                         | 51° 49' 24" NB, 5° 37' 59" OL | 0296/159 | Boerderij inclusief schuren "Bloemhof"                       |
| Calvarieberg op kerkhof incl. omringende aanleg              | omstr. 1875                        |           | Kasteelse Allee, achter nr. 1 ongenummerd | 51° 49' 28" NB, 5° 37' 59" OL | 0296/160 | Calvarieberg op kerkhof incl. omringende aanleg              |
| T-boerderij, nu woonhuis                                     | 19e eeuw                           |           | Kerkstraat 7                              | 51° 49' 24" NB, 5° 37' 47" OL | 0296/161 | T-boerderij, nu woonhuis                                     |
| Roodbladerige beuk bij NH kerk                               | onbekend                           |           | Kruisstraat, bij nr. 7 ongenummerd        | 51° 49' 23" NB, 5° 37' 45" OL | 0296/135 | Roodbladerige beuk bij NH kerk                               |
| Grafsteen dominee Samuel Arnoldus Heshusius (overleden 1824) | 1824                               |           | Kruisstraat, bij nr. 7 ongenummerd        | 51° 49' 23" NB, 5° 37' 46" OL | 0296/162 | Grafsteen dominee Samuel Arnoldus Heshusius (overleden 1824) |
| T-boerderij                                                  | 19e eeuw                           |           | Liendensedijk 5                           | 51° 48' 46" NB, 5° 39' 29" OL | 0296/163 | T-boerderij                                                  |
| Boerderijcomplex (woonhuis + twee schuren)                   | 1940 - 1960                        |           | Liendensestraat 9                         | 51° 48' 45" NB, 5° 39' 52" OL | 0296/167 | Boerderijcomplex (woonhuis + twee schuren)                   |
| Landarbeiderswoning, tegen de dijk                           | 19e eeuw                           |           | Maasdijk 5                                | 51° 49' 28" NB, 5° 37' 25" OL | 0296/164 | Landarbeiderswoning, tegen de dijk                           |
| Bushokje                                                     | omstr. 1955                        |           | Maasdijk ongenummerd                      | 51° 49' 24" NB, 5° 37' 39" OL | 0296/168 | Bushokje                                                     |
| Dijkwoning (oudere voorganger was er)                        | 1912                               |           | Molendijk 21                              | 51° 49' 22" NB, 5° 38' 48" OL | 0296/132 | Dijkwoning (oudere voorganger was er)                        |
| L-vormig woonhuis "Sluishoofd"                               | 19e eeuw                           |           | Molendijk 9                               | 51° 49' 24" NB, 5° 37' 54" OL | 0296/165 | L-vormig woonhuis "Sluishoofd"                               |
| Woonhuis, oorspr. Tijns- of barrièrehuisje                   | 17e eeuw                           |           | Molendijk 11                              | 51° 49' 26" NB, 5° 37' 55" OL | 0296/166 | Woonhuis, oorspr. Tijns- of barrièrehuisje                   |
| U-vormig boerderijcomplex                                    | anno 1936                          |           | Parallelweg 1 A                           | 51° 49' 22" NB, 5° 37' 40" OL | 0296/119 | U-vormig boerderijcomplex                                    |
| Halleboerderij (vroeger nog café geweest)                    | omstr. 1800                        |           | Ringdijk 4                                | 51° 49' 20" NB, 5° 37' 37" OL | 0296/133 | Halleboerderij (vroeger nog café geweest)                    |
| Boerderij met bakhuisje                                      | 19e eeuw                           |           | Wethouder Bankenstraat 10                 | 51° 49' 56" NB, 5° 36' 42" OL | 0296/134 | Boerderij met bakhuisje                                      |

## Bergharen
De plaats Bergharen kent 19 gemeentelijke monumenten: 
| Object                                                       | Bouwjaar        | Architect                             | Locatie                                | Coördinaten                   | Nr.     | Afbeelding                                  |
| ------------------------------------------------------------ | --------------- | ------------------------------------- | -------------------------------------- | ----------------------------- | ------- | ------------------------------------------- |
| Krukboerderij met schuur                                     | Jaarankers 1642 |                                       | Aaldert 9                              | 51° 51' 24" NB, 5° 38' 50" OL | 0296/83 | Krukboerderij met schuur                    |
| T-boerderij op terp                                          | omstr. 1870     |                                       | De Horst 2                             | 51° 51' 24" NB, 5° 39' 43" OL | 0296/82 | T-boerderij op terp                         |
| Voorm. Gemeentehuis (villa) + schuurtje                      | 1915            | J.H. Eichelsheim, Ravenstein          | Dorpsstraat 14                         | 51° 51' 3" NB, 5° 39' 45" OL  | 0296/77 | Voorm. Gemeentehuis (villa) + schuurtje     |
| Krukboerderij met schuur                                     | 19e eeuw        |                                       | Dorpsstraat 20                         | 51° 51' 2" NB, 5° 39' 49" OL  | 0296/78 | Krukboerderij met schuur                    |
| T-boerderij op terp                                          | 19e eeuw        |                                       | Dorpsstraat 36                         | 51° 51' 4" NB, 5° 39' 54" OL  | 0296/79 | T-boerderij op terp                         |
| T-boerderij op terp                                          | 19e eeuw        |                                       | Dorpsstraat 38                         | 51° 51' 3" NB, 5° 39' 55" OL  | 0296/80 | T-boerderij op terp                         |
| Voorm. Gemeentehuis en Wit-gele kruisgebouw                  | 19e eeuw        | J.H.H. Groenendaal, Den Bosch         | Dorpsstraat 73                         | 51° 50' 56" NB, 5° 40' 4" OL  | 0296/81 | Voorm. Gemeentehuis en Wit-gele kruisgebouw |
| Voorm. Klooster                                              | 1909-1910       | C.J.H. Franssen, Roermond             | Dorpsstraat 24                         | 51° 51' 1" NB, 5° 39' 53" OL  | 0296/90 | Voorm. Klooster                             |
| Voorm. Klooster                                              | 1909-1910       | C.J.H. Franssen, Roermond             | Dorpsstraat 26                         | 51° 51' 1" NB, 5° 39' 53" OL  | 0296/91 | Voorm. Klooster                             |
| Voorm. Klooster                                              | 1909-1910       | C.J.H. Franssen, Roermond             | Dorpsstraat 28                         | 51° 51' 1" NB, 5° 39' 52" OL  | 0296/92 | Voorm. Klooster                             |
| Voorm. Bewaarschool bij klooster                             | 1909-1910       | C.J.H. Franssen, Roermond             | Dorpsstraat 30                         | 51° 51' 1" NB, 5° 39' 52" OL  | 0296/93 | Voorm. Bewaarschool bij klooster            |
| Woningwetwoning                                              | 1947-1948       | Ontwerp woningstichting               | Dorpsstraat 53                         | 51° 51' 1" NB, 5° 39' 59" OL  | 0296/94 | Woningwetwoning                             |
| Woningwetwoning                                              | 1947-1948       | Ontwerp woningstichting               | Dorpsstraat 55                         | 51° 51' 1" NB, 5° 39' 60" OL  | 0296/95 | Woningwetwoning                             |
| Halleboerderij                                               | 19e eeuw        |                                       | Elzendweg 29                           | 51° 51' 47" NB, 5° 39' 41" OL | 0296/84 | Halleboerderij                              |
| Kapel, 2 devotiehuisjes en 14 kruiswegstaties "De Kapelberg" | 1945-1947       | H.A. van Oerle & J.J. Schrama (kapel) | Molenweg (achter de molen) ongenummerd |                               | 0296/89 | Meer afbeeldingen                           |
| Boerderij met schuur "De Schaarse Hof"                       | omstr. 1850     |                                       | Oude Schaarsestraat 1                  | 51° 50' 47" NB, 5° 38' 42" OL | 0296/85 | Boerderij met schuur "De Schaarse Hof"      |
| Krukboerderij                                                | 19e eeuw        |                                       | Uilengat 5                             | 51° 50' 58" NB, 5° 39' 44" OL | 0296/86 | Krukboerderij                               |
| T-boerderij "De Hoge Hof"                                    | 1870            |                                       | Veldsestraat 5                         | 51° 50' 51" NB, 5° 39' 54" OL | 0296/87 | T-boerderij "De Hoge Hof"                   |
| T-boerderij "De Kraayenhof"                                  | 19e eeuw        |                                       | Veldsestraat 6                         | 51° 50' 53" NB, 5° 39' 59" OL | 0296/88 | T-boerderij "De Kraayenhof"                 |

## Hernen
De plaats Hernen kent 8 gemeentelijke monumenten: 
| Object                                              | Bouwjaar | Architect | Locatie           | Coördinaten                   | Nr.      | Afbeelding                                          |
| --------------------------------------------------- | -------- | --------- | ----------------- | ----------------------------- | -------- | --------------------------------------------------- |
| Boerderij                                           | 1915     |           | Broekstraat 5     | 51° 50' 9" NB, 5° 40' 56" OL  | 0296/101 | Boerderij                                           |
| Woonhuis                                            | 1936     |           | Dassenloop 4      | 51° 49' 42" NB, 5° 41' 9" OL  | 0296/102 | Woonhuis                                            |
| T-boerderij "De Zandberg"                           | 19e eeuw |           | De Dreef 6        | 51° 49' 58" NB, 5° 40' 27" OL | 0296/96  | T-boerderij "De Zandberg"                           |
| T-boerderij + een schuur (ooit schooltje)           | 19e eeuw |           | Dorpsstraat 34    | 51° 50' 5" NB, 5° 40' 44" OL  | 0296/98  | T-boerderij + een schuur (ooit schooltje)           |
| T-boerderij "De Schebbelaar"                        | 1841     |           | Gordenaars 7      | 51° 49' 38" NB, 5° 39' 36" OL | 0296/106 | T-boerderij "De Schebbelaar"                        |
| Vlaamse schuur (hoort bij de Dreef 6) "De Zandberg" | 19e eeuw |           | Kasteellaantje 15 | 51° 49' 58" NB, 5° 40' 26" OL | 0296/97  | Vlaamse schuur (hoort bij de Dreef 6) "De Zandberg" |
| Halleboerderij                                      | 19e eeuw |           | Meerenburg 1      | 51° 49' 43" NB, 5° 41' 22" OL | 0296/99  | Halleboerderij                                      |
| Voorm. Bakkerij met woonhuis                        | 1896     |           | Molenhoek 2       | 51° 49' 43" NB, 5° 41' 34" OL | 0296/100 | Voorm. Bakkerij met woonhuis                        |

## Leur
De plaats Leur kent 14 gemeentelijke monumenten: 
| Object                                 | Bouwjaar                | Architect                               | Locatie                                      | Coördinaten                   | Nr.      | Afbeelding                             |
| -------------------------------------- | ----------------------- | --------------------------------------- | -------------------------------------------- | ----------------------------- | -------- | -------------------------------------- |
| Boerderijcomplex "De Fleerde"          | 19e eeuw                |                                         | Flerdeweg 5                                  | 51° 49' 10" NB, 5° 40' 24" OL | 0296/109 | Boerderijcomplex "De Fleerde"          |
| Boerderijcomplex "De Fleerde"          | 19e eeuw                |                                         | Flerdeweg 7                                  | 51° 49' 10" NB, 5° 40' 23" OL | 0296/110 | Boerderijcomplex "De Fleerde"          |
| Woonhuis                               | omstr. 1870             |                                         | Leurseweg 2 A                                | 51° 49' 6" NB, 5° 41' 35" OL  | 0296/107 | Woonhuis                               |
| Boerderij met grote vrijstaande schuur | 1936                    |                                         | Leurseweg 8                                  | 51° 49' 3" NB, 5° 41' 41" OL  | 0296/115 | Boerderij met grote vrijstaande schuur |
| Bushokje                               | omstr. 1955             |                                         | Leurseweg, tegenover nr. 8 ongenummerd       |                               | 0296/169 | Bushokje                               |
| Kippenhok (gemetseld) in weiland       | 1e helft 20e eeuw       |                                         | Leurseweg, vlak bij nr. 8 ongenummerd        |                               | 0296/116 | Kippenhok (gemetseld) in weiland       |
| Watertoren                             | 1958-1960               | Prof. Ir. H. Brouwer & ir. J. Deurvorst | Leurseweg 12                                 | 51° 48' 57" NB, 5° 42' 13" OL | 0296/170 | Watertoren                             |
| kortgevelboerderij                     | 1939                    |                                         | Van Balverenlaan 1                           | 51° 49' 8" NB, 5° 41' 38" OL  | 0296/103 | kortgevelboerderij                     |
| Vlaamse schuur                         | eind 18e/begin 19e eeuw |                                         | Van Balverenlaan 1                           | 51° 49' 8" NB, 5° 41' 38" OL  | 0296/104 | Vlaamse schuur                         |
| Transformatorhuisje                    | 1929                    |                                         | Van Balverenlaan 1 A                         | 51° 49' 8" NB, 5° 41' 38" OL  | 0296/105 | Transformatorhuisje                    |
| Begraafplaats naast de NH kerk         | 18e/19e eeuw            |                                         | Van Balverenlaan 4                           | 51° 49' 9" NB, 5° 41' 41" OL  | 0296/112 | Begraafplaats naast de NH kerk         |
| Voormalige maalderij                   | omstr. 1925             |                                         | Van Balverenlaan 3                           | 51° 49' 10" NB, 5° 41' 39" OL | 0296/113 | Voormalige maalderij                   |
| Bakhuisje met terracotta vorstkammen   | eind 19e/begin 20e eeuw |                                         | Van Balverenlaan, vlak bij nr. 2 ongenummerd |                               | 0296/114 | Bakhuisje met terracotta vorstkammen   |
| Vliedberg en terrein met watersingels  | 12e/13e eeuw            |                                         | Van Balverenlaan, vlak bij nr. 4 ongenummerd |                               | 0296/111 | Vliedberg en terrein met watersingels  |

## Niftrik
De plaats Niftrik kent 10 gemeentelijke monumenten:
| Object                                                                      | Bouwjaar                                   | Architect                        | Locatie                         | Coördinaten                   | Nr.      | Afbeelding                                                                  |
| --------------------------------------------------------------------------- | ------------------------------------------ | -------------------------------- | ------------------------------- | ----------------------------- | -------- | --------------------------------------------------------------------------- |
| Schutboom van het St. Damianusgilde                                         | 1948                                       |                                  | Gildeplein ongenummerd          |                               | 0296/171 | Schutboom van het St. Damianusgilde                                         |
| Schoolmeesterswoning                                                        | 1942                                       | F. Schütz, Den Bosch             | Kerkstraat 5                    | 51° 47' 45" NB, 5° 40' 7" OL  | 0296/66  | Schoolmeesterswoning                                                        |
| Dorpswoning                                                                 | omstr. 1925                                |                                  | Kerkstraat 7                    | 51° 47' 45" NB, 5° 40' 7" OL  | 0296/67  | Dorpswoning                                                                 |
| Schoolgebouw                                                                | omstr. 1950                                | F. Schütz, Den Bosch             | Kerkstraat 9                    | 51° 47' 46" NB, 5° 40' 7" OL  | 0296/68  | Schoolgebouw                                                                |
| Kerkgebouw Sint-Damianuskerk + beeld, plantsoen en beplanting Sint Damianus | 1941                                       | F. Schütz, Den Bosch             | Kerkstraat 11                   | 51° 47' 46" NB, 5° 40' 9" OL  | 0296/69  | Kerkgebouw Sint-Damianuskerk + beeld, plantsoen en beplanting Sint Damianus |
| Pastorie + de gang naar de kerk                                             | 1941                                       | F. Schütz, Den Bosch             | Kerkstraat 13                   | 51° 47' 45" NB, 5° 40' 11" OL | 0296/70  | Pastorie + de gang naar de kerk                                             |
| Steen van in 1891 gesloopte middeleeuwse kerk, in tuin, Middeleeuws         |                                            |                                  | Kerkstraat 10                   | 51° 47' 44" NB, 5° 40' 8" OL  | 0296/71  | Steen van in 1891 gesloopte middeleeuwse kerk, in tuin, Middeleeuws         |
| Kerkhof                                                                     | Middeleeuws, met 18e- en 19e-eeuwse graven |                                  | Kerkstraat, tussen nr. 10 en 14 |                               | 0296/72  | Kerkhof                                                                     |
| Boerderij met karnhuis en beplanting voorhuis anno 1865                     |                                            |                                  | Lagestraat 20                   | 51° 47' 50" NB, 5° 40' 33" OL | 0296/73  | Boerderij met karnhuis en beplanting voorhuis anno 1865                     |
| Boerderij met bijschuur "De Beiershof"                                      | 1940-1941                                  | B.W.A. Goddijn & W.K.M. Sluitman | Maasbandijk 66                  | 51° 48' 5" NB, 5° 39' 31" OL  | 0296/76  | Boerderij met bijschuur "De Beiershof"                                      |

## Wijchen
De plaats Wijchen kent 83 gemeentelijke monumenten. Zie daarvoor Lijst van gemeentelijke monumenten in Wijchen (plaats).

## Woezik
De plaats Woezik kent 8 gemeentelijke monumenten:
| Object                                    | Bouwjaar           | Architect                  | Locatie            | Coördinaten                   | Nr.      | Afbeelding                                |
| ----------------------------------------- | ------------------ | -------------------------- | ------------------ | ----------------------------- | -------- | ----------------------------------------- |
| Krukboerderij                             | 1871               |                            | de Passerot 15     | 51° 49' 14" NB, 5° 43' 13" OL | 0296/31  | Krukboerderij                             |
| Halleboerderij met schuur en waterput     | 19e eeuw           |                            | Mussenbergseweg 16 | 51° 49' 7" NB, 5° 45' 28" OL  | 0296/32  | Halleboerderij met schuur en waterput     |
| Boerderij + moestuin                      | 19e eeuw           |                            | Woeziksestraat 664 | 51° 49' 14" NB, 5° 45' 39" OL | 0296/29  | Boerderij + moestuin                      |
| Halleboerderij                            | laat 19e eeuw      |                            | Woeziksestraat 700 | 51° 49' 11" NB, 5° 45' 47" OL | 0296/30  | Halleboerderij                            |
| Schoolgebouw R.K. Paschalisschool         | 1930               | P. van Kessel              | Woeziksestraat 18  | 51° 49' 18" NB, 5° 43' 45" OL | 0296/57  | Schoolgebouw R.K. Paschalisschool         |
| Onderwijzerswoning (voor het schoolhoofd) | 1931               | P. van Kessel              | Woeziksestraat 20  | 51° 49' 18" NB, 5° 43' 46" OL | 0296/58  | Onderwijzerswoning (voor het schoolhoofd) |
| RK kerk + begraafplaats en Mariakapel     | 1939 (uitbr. 1947) | H.C. van de Leur, Nijmegen | Woeziksestraat 324 | 51° 49' 19" NB, 5° 44' 13" OL | 0296/200 | RK kerk + begraafplaats en Mariakapel     |
| RK pastorie                               | 1950               | H.C. van de Leur, Nijmegen | Woeziksestraat 326 | 51° 49' 18" NB, 5° 44' 13" OL | 0296/201 | RK pastorie                               |

Aalten · 
Apeldoorn · 
Arnhem · 
Barneveld · 
Berkelland · 
Beuningen · 
Bronckhorst · 
Brummen · 
Buren · 
Culemborg · 
Doesburg · 
Doetinchem · 
Druten · 
Duiven · 
Ede · 
Elburg · 
Epe · 
Ermelo · 
Groesbeek · 
Harderwijk · 
Hattem · 
Heerde · 
Heumen · 
Lingewaard · 
Lochem · 
Maasdriel · 
Montferland · 
Neder-Betuwe · 
Nijkerk · 
Nijmegen · 
Nunspeet · 
Oldebroek · 
Oost Gelre · 
Oude IJsselstreek · 
Overbetuwe · 
Putten · 
Renkum · 
Rheden · 
Rozendaal · 
Scherpenzeel · 
Tiel · 
Ubbergen · 
Voorst · 
Wageningen · 
West Betuwe · 
West Maas en Waal · 
Westervoort · 
Wijchen · 
Winterswijk · 
Zaltbommel · 
Zevenaar · 
Zutphen